# 斗剧

斗剧05

斗剧（日語：闘劇，假名：とうげき）是著名的电子竞技赛事。由日本著名的游戏杂志《月刊ARCADIA》主办。全名为闘劇 SUPER BATTLE OPERA。比赛项目包括了一些知名的街机格斗游戏。初届“斗剧”从2002年12月开始。同时“斗剧”还提供了海外选手的名额，使得斗剧成为了国际性的格斗游戏大赛。

## 比赛项目

### 第一届賽事
- CAPCOM VS. SNK 2 MILLIONAIRE FIGHTING 2001／個人戰
- 劍魂II／個人戰
- 拳皇 2002／個人戰
- 街頭霸王II X／3on3
- 街头霸王3 3rd STRIKE／3on3
- GUILTY GEAR XX／3on3
- Virtua Fighter 4: Evolution／3on3

### 第二届賽事「斗剧'04」
- Vampire Savior／個人戰
- 拳皇 2003／個人戰
- 侍魂零／個人戰
- 铁拳4／個人戰
- Virtua Fighter 4: Evolution／3on3
- CAPCOM VS. SNK 2 MILLIONAIRE FIGHTING 2001／3on3
- 街头霸王3 3rd STRIKE／3on3
- GUILTY GEAR XX #RELOAD／3on3

### 第三届賽事「斗剧'05」
- 铁拳5／個人戰
- 拳皇 NEOWAVE／個人戰
- 街头霸王3 3rd STRIKE／2on2
- CAPCOM FIGHTING Jam／2on2
- Virtua Fighter 4 Final Tuned／3on3
- GUILTY GEAR XX#RELOAD／3on3

### 第四届賽事「斗剧'06」
- 北斗の拳／個人戰
- 拳皇 XI／個人戰
- Neo Geo Battle Coliseum／個人戰
- 月姬格鬥: Act Cadenza／2on2
- 侍魂：天下第一劍客傳／2on2
- 鐵拳5:闇黑復甦／3on3
- GUILTY GEAR XX SLASH／3on3
- Virtua Fighter 4 Final Tuned／3on3
- 街头霸王3 3rd STRIKE／3on3

### 第五届賽事「斗剧'07」
- 劍魂III ARCADE EDITION／個人戰
- 拳皇'98／個人戰
- ARCANA HEART FULL!／個人戰
- Hyper Street Fighter II: The Anniversary Edition／2on2
- 街头霸王3 3rd STRIKE／3on3
- Virtua Fighter 5／3on3
- 鐵拳5:闇黑復甦／3on3

- 月姬格鬥: Act Cadenza ver.B2／2on2
- GUILTY GEAR XX Λ CORE／3on3

### 第六届賽事「斗剧'08」
- 北斗の拳／個人戰
- 拳皇'98 ULTIMATE MATCH／個人戰
- ARCANA HEART2／個人戰
- 月姬格鬥: Act Cadenza ver.B2／2on2
- Super Street Fighter II X -Grand Master Challenge-／2on2
- 街头霸王3 3rd STRIKE／3on3
- Virtua Fighter 5／3on3
- 鐵拳6／3on3
- GUILTY GEAR XX Λ CORE／3on3

### 第七届賽事「斗剧'09」
- BlazBlue／個人戰
- Tatsunoko VS. Capcom／個人戰
- 街头霸王IV／2on2
- Fate/Unlimited Codes／個人戰
- SUGGOI! ARCANA HEART2／2on2
- GUILTY GEAR XX Λ CORE／3on3
- 鐵拳6 BLOODLINE REBELLION／3on3
- Virtua Fighter 5R REVISION1／3on3
- 街头霸王3 3rd STRIKE／3on3

## 历届斗剧
- 第一届 2002年12月预选开始
- 第二届 2003年12月预选开始
- 第三届 2004年12月预选开始

## 概况
在2004年中国选手首次参加了该比赛。使斗剧在中国得到了更多的关注。